# Södra Atlantvitsiding
Södra Atlantvitsiding eller mörk delfin (Lagenorhynchus obscurus) är en flocklevande och akrobatisk delfinart som man kan hitta på den södra delen av jorden. Den beskrevs för första gången av John Edward Gray år 1828.

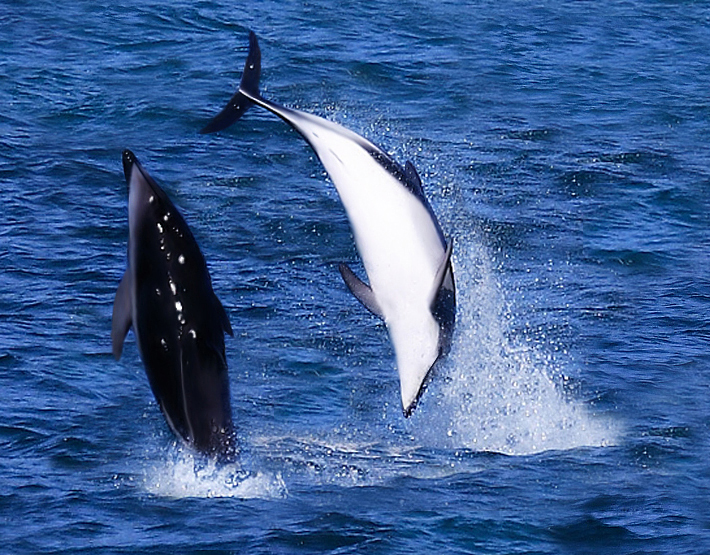
De två delfinerna "Caligo" och "Umber" är exempel på Södra Atlantvitsidingar.

Den Södra Atlantvitsidingen är mycket nära besläktad med en annan art Norra Atlantvitsiding (Lagenorhynchus acutus). Fastän den Södra och Norra- Atlantvitsiding tillhör släktet Lagenorhynchus har man genom DNA teknik kommit fram till att de är mycket närmare släkt med gruppen Cephalorhynchus. 
Den Södra Atlantvitsidingen är en kort delfin om man jämför med andra delfin arter. Fast det finns skillnader i storlek beroende på var de lever. De största djuren hittar man utanför Peru. De är upp till 210 centimeter långa och väger cirka 100 kilo. De har en mörkgrå rygg och stjärtfena, ljusgråa kinder och nos, och vit haka och undersida. De har två stråk med vitt som går ifrån simfenan till stjärtfenan.
Man vet inte hur många individer av den Södra Atlantvitsidingen det finns men man betraktar den inte som en hotad art. Deras huvudsakliga tillhåll är kusterna runt Chile, Argentina, Falklandsöarna, Namibia, Sydafrika och Nya Zeeland. Fastän man gjorde en inventering utanför Patagonien och fann ungefär 7 000 individer så är det inte några tillförlitliga uppgifter. En Södra Atlantvitsiding kan färdas långa sträckor, en delfin som man vet om färdades runt 1 440 kilometer.
För att de är så akrobatiska har den Södra Atlantvitsidingen blivit något av en favorit för val skådar entusiaster. Flera båtturer går ut från till exempel Kaikoura, på Nya Zeeland för att titta på den Södra Atlantvitsidingen.